# Romuald Borysowicz
Romuald Borysowicz (ur. 2 września?/14 września 1895 w Mińsku, zm. 20–22 kwietnia 1940 w Katyniu) – major piechoty Wojska Polskiego, kawaler Orderu Virtuti Militari.

## Życiorys
Urodził się 14 września 1895 w Mińsku, w rodzinie Karola. Dekretem nr 203 Naczelnego Wodza z 13 grudnia 1918 został przyjęty do Wojska Polskiego (w grupie oficerów I Korpusu Polskiego i armii rosyjskiej) w stopniu porucznika i zaliczeniem do oficerów rezerwy W 1923 jako kapitan rezerwy ze starszeństwem z dniem 1 czerwca 1919 i 1607 lokatą w korpusie oficerów rezerwy piechoty był przydzielony do kadry 86 pułku piechoty w Mołodecznie. Przemianowany na oficera zawodowego w stopniu kapitana ze starszeństwem z 1 maja 1924 w korpusie oficerów piechoty. Później został przeniesiony do 13 pułku piechoty w Pułtusku. W 1931 pełnił obowiązki dowódcy batalionu. Na tym stanowisku ówczesny inspektor armii gen. dyw. Edward Śmigły-Rydz wystawił mu następującą opinię: „Bardzo energiczny i samodzielny, duża ambicja. Dobry administrator. Wymagający, ale lubiany. Dobry wychowawca. Ponad przeciętny”. Wiosną 1933 został przeniesiony do Korpusu Ochrony Pogranicza. 1 kwietnia 1933 został dowódcą 1 kompanii granicznej „Kurhany”. Na stopień majora został mianowany ze starszeństwem z 19 marca 1937 i 18. lokatą w korpusie oficerów piechoty. W marcu 1939 pełnił służbę w 30 pułku piechoty w Warszawie na stanowisku dowódcy III batalionu.
Na czele III batalionu walczył w kampanii wrześniowej 1939. Dowodzony przez niego pododdział bronił odcinka od wsi Podłężyce do wsi Beleń i Beleń-Zagórze na głównej linii obrony na Warcie. W czasie dwudniowej obrony odcinka poległo 40% oficerów, a stany osobowe niektórych kompanii zmniejszyły się o połowę. W kartotece jenieckiej Polskiego Czerwonego Krzyża znajduje się informacja, że major Borysowicz „ciężko ranny w pierwszych dniach września 1939 w czasie walk n/Warta, przekazany do szpitala w Dubnie, gdzie zginął zamordowany przez bolszewikow”.
Wzięty do niewoli radzieckiej, osadzony w Kozielsku. Został zamordowany wiosną 1940 przez NKWD w lesie katyńskim. Figuruje na liście wywózkowej LW 035/4 z 16.04.1940.
Inne okoliczności i miejsce śmierci Romualda Borysowicza przedstawia Witold Jarno w książce Strzelcy Kaniowscy w latach 1919–1939, Warszawa 2004, s. 250, 355. Mjr R. Borysowicz poległ 5 września 1939 pod Beleniem prowadząc kontratak na pozycje zajęte przez Niemców i spoczywa w zbiorowej mogile. Nazwisko Romualda Borysowicza widnieje na tablicy przy pomniku, w północnej części Cmentarza Wojennego w Strońsku.

## Upamiętnienie
5 października 2007 minister obrony narodowej Aleksander Szczygło mianował go pośmiertnie na stopień podpułkownika. Awans został ogłoszony 9 listopada 2007, w Warszawie, w trakcie uroczystości „Katyń Pamiętamy – Uczcijmy Pamięć Bohaterów”.
Posadzeniem Dębu Pamięci na ul. Lwowskiej w Chełmie, przez Stowarzyszenie Forum Polskie Stowarzyszenie „Na Chełmskiej”.

## Ordery i odznaczenia
- Krzyż Srebrny Orderu Wojennego Virtuti Militari – pośmiertnie 13 września 1939 przez dowódcę Armii „Warszawa” gen. dyw. Juliusza Rómmla[19][20]
- Krzyż Walecznych[21][10]
- Krzyż Zasługi Wojsk Litwy Środkowej[21][10]